# Азиатски язовец
Вижте пояснителната страница за други значения на Язовец.
Азиатският язовец (Meles leucurus), известен също като пясъчен борсук e вид язовец, разпространен в Китай, Казахстан, Корейския полуостров и в Русия. Класифициран е като отделен вид за първи път от Ходжсън през 1854.

## Описание
С дължина на главата и тялото около 50 – 70 см, азиатският язовец курс има по-малки размери от тези на европейския язовец. Опашката на азиатския е измервана около 13 – 20 см на дължина, а теглото е между 3.5 и 9 кг. Тялото е с набити и къси крака, както и опашката. Предните крака са оборудвани с надеждни и мощни нокти и ноктите на задните крака са по-слабо развити, като стъпалата на краката са голи без козина. Самата козина е дебела и мъхеста, с доста дълги жълтеникави косми и къси и редки черни косми. Главата има окраска с характерен вид – две тънки ленти от кафяво-черен цвят на жълто-бял фон, вариращи от устата до ушите, преминаващи през очите. Външната част на ушите е бяла на цвят. Муцуната е дълга и носът им е голям. Денталната формула е I 3/3 – C 1/1 – P 3/3 – M 1/2 = 34. Достига полова зрялост до 3-годишна възраст.
Съществувал е спор дали европейските и азиатските язовци са представители на два различни вида от един род или дама приспособени към различни условия индивиди. Днес те се различават и се счита, че пясъчният язовец на цвят е по-светъл от Европейския язовец, въпреки че някои индивиди могат да са и по-тъмни петна с охрист и кафяв оттенък. Задницата му е по-лека, а на лицето има ивици, обикновено кафяви, а не черни. За разлика от европейските си братовчеди, тези азиатски язовци показват по-тесни ленти около очи и уши. Бялата част на главата обикновено е по-тъмна на цвят отколкото при европейските язовци. Светлите ивици, преминаващи по горната част на главата со също сравнително къси и тесни. Тези язовци обикновено са по-малки, отколкото европейските им колеги.
Последни доводи в полза на различаването на двата вида са приведени след морфологичен анализ на костния скелет и моларите, както и след изследвания на митохондриална ДНК .

## Хранене и размножаване
Азиатският язовец (борсук) е бозайник от семейство Mustelidae и населява преимуществено широколистни лесове, но се среща в широк спектър биотопи – от тайга до степ и полупустиня. Азиатските борсуци водят предимно нощноакнтивен живот. За храна употребяват растителна и животинска храна – безгръбначни, малки гризачи, земеровки и таралежи. След дълга до 450 дни беременност с латентни стадии самките раждат до 6 малки. В северните райони през зимата азиатските борсуци водят зимен сън. В районите на припокриване на ареалите протича хибридизация между азиатски борсуци и европейски язовци.

## Разпространение и местообитания
Азиатските язовци имат голям обхват на разпространение, включително южната част на Русия на изток от Урал, Казахстан, Монголия, Китай и Корея. Разновидности могат да бъдат намерени в райони с висока надморска височина (може би до 4000 m) в планината Урал, Тян-Шан и Тибетското плато. Контакт между азиатски и европейски язовци е възможен в райони около Волга. Азиатските язовци предпочитат отворени листопадни гори и околните пасища, но също обитават иглолистни и смесени гори, храсти и равнини. Те понякога се срещат и в крайградски райони.

## Лов
Азиатските язовци са законно ловувани в Китай, Русия и Монголия. Незаконен е техния отстрел на територията на някои защитени зони в Китай. В Русия ловният сезон за язовец обикновено е от август до ноември.